# Molenbeek-Wersbeek
Molenbeek-Wersbeek is een deelgemeente van de Vlaams-Brabantse gemeente Bekkevoort. Het bestaat uit de dorpen Molenbeek en Wersbeek.

## Toponymie
Het toponiem Wersbeek wordt voor het eerst vermeld in 1192 als Warsbeck en betekent ruwe beek. Het toponiem Molenbeek verwijst naar de reeds bestaande watermolen langs diezelfde beek, de huidige Pijnbeek.

## Geschiedenis
De parochie Wersbeek werd reeds vermeld in 1225 in een pauselijke bul waarbij het begevingsrecht toekwam aan de abdij van Heylissem. In Molenbeek was er in de 13e eeuw een kapel met een eigen bedienaar.
Molenbeek-Wersbeek, dat deel uitmaakte van het graafschap Aarschot, werd in 1284 door hertog Jan I van Brabant geschonken aan zijn broer Godfried van Vierson. Het Land van Zichem, waaronder ook Molenbeek-Wersbeek behoorde, werd door hem van het graafschap losgemaakt en aan zijn dochter geschonken als bruidsschat. Zo kwam het dorp in het bezit van de heren van Schoonvorst. In 1430 kwam het in handen van de heren van Diest, later de prinsen van Oranje tot in 1795.
Bij het ontstaan van de gemeenten in dat jaar werd Molenbeek-Wersbeek een zelfstandige gemeente. Het bleef steeds een rustig landbouwdorp met een stagnerend bevolkingsaantal sinds het begin van de 20e eeuw.
Tijdens de Eerste Wereldoorlog in 1914 werd het dorp zwaar beschadigd. Tijdens de invasie van de Duitsers werden 14 huizen platgebrand en een honderdtal huizen leeggeplunderd.
Bij de fusie van 1977 werd de gemeente samen met Assent bij Bekkevoort gevoegd.

## Geografie
Molenbeek-Wersbeek ligt in het Hageland en bestaat uit de dorpen Molenbeek en Wersbeek die steeds samen een eenheid hebben gevormd.

## Demografie

### Evolutie van het inwonertal
Bronnen: NIS - Opm:1831 t/m 1970=volkstellingen; 1976=inwoneraantal op 31 december

## Bezienswaardigheden

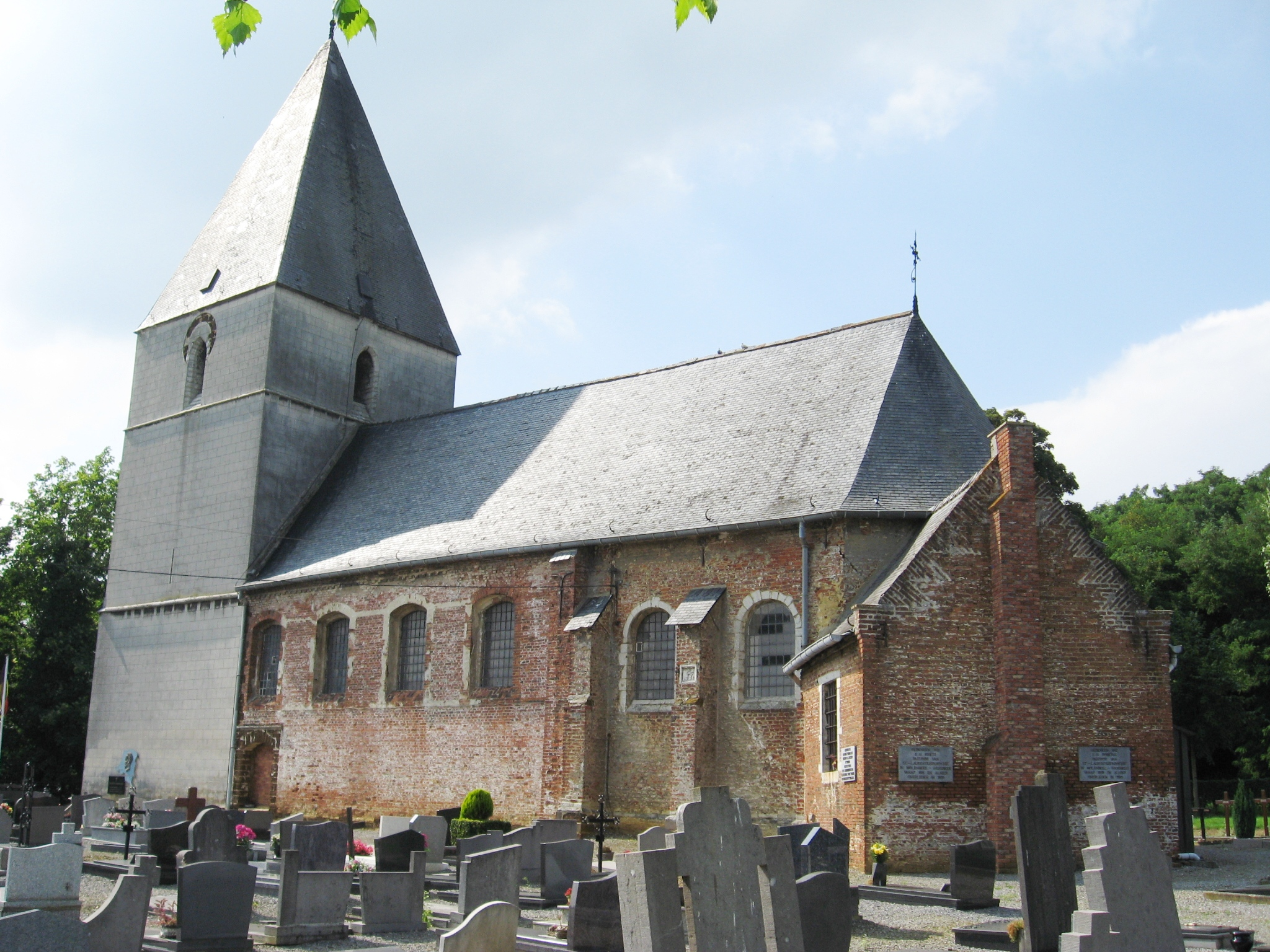
Sint-Laurentiuskerk van Molenbeek
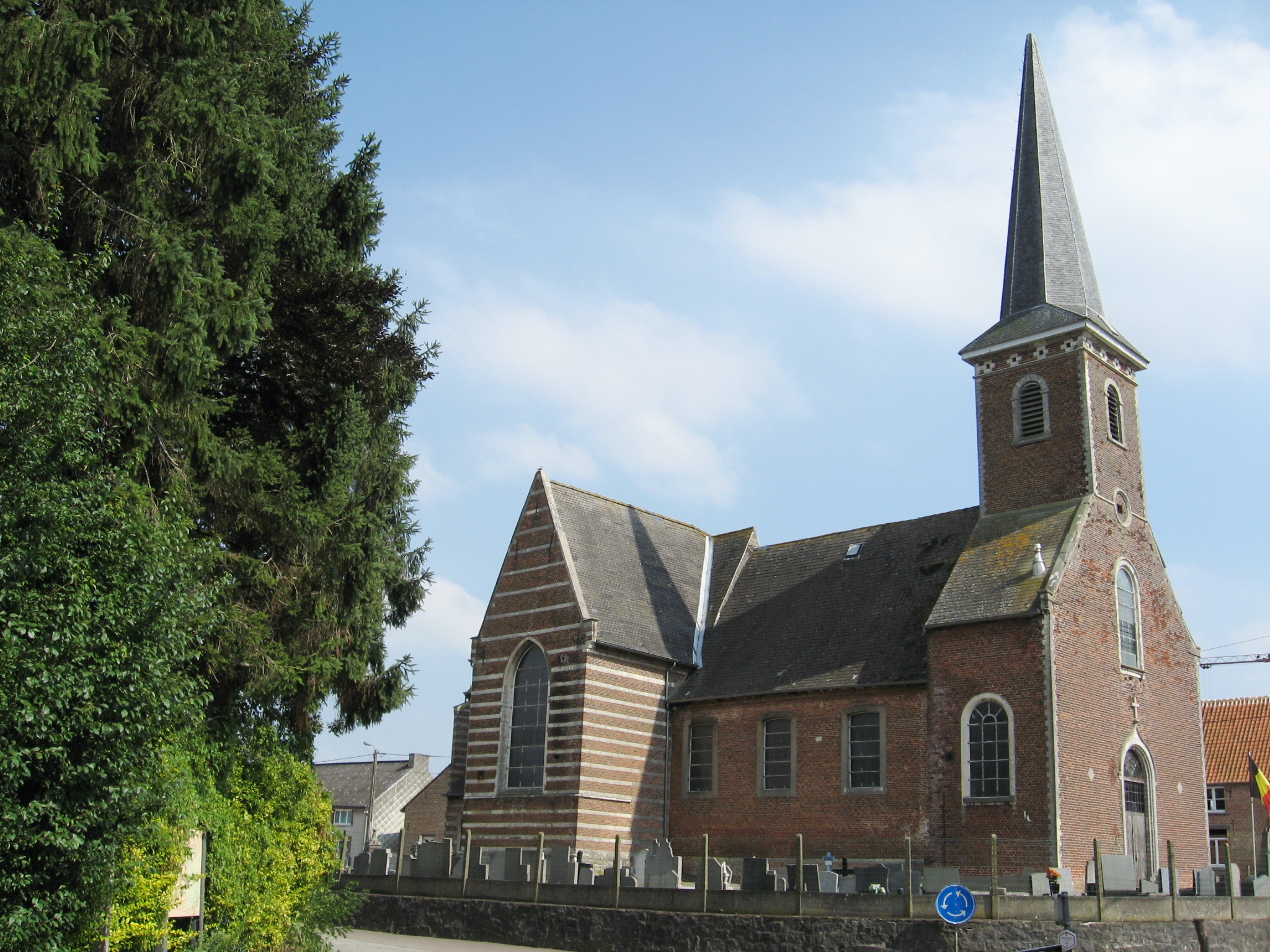
Sint-Quirinuskerk van Wersbeek

- De Sint-Laurentiuskerk van Molenbeek met gotische middenbeuk en zijbeuk uit de 13e eeuw. De toren dateert uit het begin van de 14e eeuw. Het orgel is in 1836 vervaardigd door Theodoor Smet. De kerk is sinds 1960 beschermd als monument.
- De Sint-Quirinuskerk van Wersbeek uit de 16e eeuw.
- De Panishoeve uit de 17e en 18e eeuw. De hoeve is sinds 1975 een beschermd monument.